# Джуманджі: Поклик джунглів
«Джуманджі: Поклик джунглів» (англ. Jumanji: Welcome to the Jungle) — американська пригодницька стрічка у жанрі фентезі режисера Джейка Кесдена, який вийшов 2017 року. Стрічка створена на основі однойменного дитячого графічного роману і розповідає про підлітків, які потрапили до світу Джуманджі. У головних ролях: Двейн Джонсон, Кевін Гарт, Джек Блек та Карен Гіллан. 
Показ фільму розпочався 5 грудня 2017 року у світі, в Україні у широкому кінопрокаті показ фільму розпочався 21 грудня 2017 року.

## Сюжет
У 1996 році батько Алекса знаходить на пляжі коробку з грою під назвою «Джуманджі» і віддає її синові. Той не збирається грати в таку старовину, внаслідок чого вміст коробки перетворюється на картридж для відеогри. Алекс запускає її помилково і зникає з реального світу.
Минає 20 років. Школярі Спенсер, Ентоні «Фрідж» Джонсон, Бетані і Марта, покарані за погану поведінку, розбирають речі в старій шкільній коморі. У ній Спенсер виявляє консоль для гри в «Джуманджі». Від нудьги хлопці приступають до гри, де вони повинні обрати одного з п'яти гравців. Але одна позиція виявилася зайнятою. Після того, як підлітки зробили свій вибір, гра затягує їх у інший вимір. Вони опиняються в джунглях у тілах своїх аватарів, яких вони самі обрали. Субтильний Спенсер перетворюється на м'язистого здорованя доктора Смолдера Брейвстона, Фрідж перетворюється на коротуна Франкліна «Лося» Фінбара, незграбна Марта стає амазонкою Рубі Раундхаус, а Бетані перетворюється на пухлого старого професора Шеллі Оберона.
Із річки виринає жахливий бегемот, пожирає Бетані, після чого вона падає на землю з неба. Хлопці рятуються втечею від стада бегемотів, які вийшли із річки. Їх зустрічає неігровий персонаж Найджел, який відвозить їх з небезпечного місця і пояснює правила гри. Світ Джуманджі у небезпеці, його потрібно врятувати. Все інше — в листі для Спенсера. Злий професор Ван Пелт викрав з гігантської статуї ягуара чудовий камінь, завдяки якому він став панувати над усіма тваринами місцевих джунглів. Для того, щоб повернутися додому, хлопці повинні вставити камінь на місце і дружно прокричати назву гри. Найджел віддає гравцям мапу, чудовий камінь, висаджує їх за межами лісу і їде. Раптово на аватарів нападають мотоциклісти. Люди Ван Пелта обстрілюють гравців і ті рятуються від них втечею. Згодом гравці стрибають з обриву в річку, внаслідок чого Марта отримує поранення. Її аватар вибухає, але потім знову падає з неба. Хлопці починають розуміти, що три татуювані смужки на їхніх передпліччях — вказівка на число життів. Спочатку у всіх було по три смужки. Тепер у Марти і Бетані їх по дві. Спенсер висловлює припущення: якщо зникає третя смужка — гравець по-справжньому вмирає у світі «Джуманджі». У мапи, яку може читати тільки Бетані, обірваний куточок. Найджел на прощання сказав, що втрачену частину вони знайдуть на базарі.
Хлопці приходять у поселення, ходять по базару. Фрідж втрачає одне життя, спробувавши солодкий бісквіт (солодке — слабке місце його аватара). Потім вони знаходять ще одну підказку в кошику з чорною мамбою, яку їм вдається знешкодити завдяки об'єднанню зусиль. На них знову нападають люди Ван Пелта. Спенсер відштовхує бандитів у різні сторони, але Ван Пелт озброєний вогнепальною зброєю. Потім хтось кидає димову шашку і виводить хлопців з базару потайним ходом. Їх рятівник представляється пілотом Джефферсоном «Гідролітаком» Макдоном (п'ятий гравець, зниклий 20 років тому підліток Алекс). Він приводить друзів до хатини, яку збудував ще Алан Періш (із «Джуманджі-1»). Алекс каже, що знаходиться у джунглях два місяці. Він втратив два життя, намагаючись проникнути до ангара, де містяться транспортні засоби, які можуть переправити гравців через каньйон до статуї ягуара.
Гравці вирушають до ангара, який охороняють озброєні люди Ван Пелта. Їх відволікає Марта, якій Бетані дала урок флірту. Гравці пробираються до ангара, після чого з'являються байкери Ван Пелта. Команда Спенсера відлітає на гвинтокрилі, але машину пошкоджує постріл одного із переслідувачів. Гвинтокрил не може набрати висоту, він летить прямо над дном каньйону. Спенсер забирається на дах гвинтокрила, усуває несправність і злітає в небо. Тим часом Фрідж упускає камінь в каньйон, який охороняють носороги. Спенсер викидає Фріджа за борт і поки його переслідують носороги, Спенсер підбирає камінь. Потім він ловить Фріджа, у якого стало на одне життя менше.
Після виходу гравців з гвинтокрила Алекса кусає комар і той падає замертво (це слабке місце його аватара). Бетані робить йому штучне дихання, віддає одне із життів Алексу і той приходить до тями.
Пізніше гравці бачать статую ягуара, дорогу до якої освітлюють ряди смолоскипів. Спенсер намагається забратися на гору гілками дерев, але зривається і падає вниз. Згодом з'являються справжні ягуари, вбивають Спенсера і той падає з неба: у нього тепер лише одне життя. 
Тим часом Ван Пелт бере Бетані в заручники і вимагає від Спенсера, щоб той віддав йому камінь. Він знаходиться у Фріджа, який встиг подружитися зі слоном і їде на ньому до місця зіткнення. Слон розганяє ягуарів. В цей же час з'являються байкери, від яких Спенсер рятує Марту і віддає їй камінь. Він збирається піднятися в гору на мотоциклі і вирушає у дорóгу.
Марта потрапляє у пастку. Її камінь лежить в кільці змій, які підкоряються Ван Пелту. Марта забирає камінь, дає вкусити себе змії, гине (слабкість її аватара — отрути). Вона падає з неба, в той час як Спенсер піднімається на вершину. Марта віддає йому камінь, Спенсер ставить його на місце і гравці кричать «Джуманджі!».
Вони знову опиняються на опушці лісу. Їм дякує Найджел, потискає хлопцям руки, і ті послідовно переміщаються у свій світ, де приймають справжній вигляд. Вони опиняються у тій самій старій коморі. Усі четверо йдуть вулицею і бачать, що постарілий будинок батьків Алекса виглядає як новий. Згодом під'їжджає машина, з якої виходить дорослий Алекс, який повернувся у свій 1996 рік. Він підходить до хлопців, дякує їм і говорить, що свою доньку він назвав Бетані.

## У ролях
| Актор           | Персонаж               | Український дубляж            |
| --------------- | ---------------------- | ----------------------------- |
| Алекс Вольф     | Спенсер                | Андрій Соболєв                |
| Двейн Джонсон   | Смолдер Брейвстоун     | Михайло Жонін                 |
| Сердаріус Блейн | Ентоні                 | Роман Молодій                 |
| Кевін Гарт      | Маус Фінбарр           | Єгор Пчьолкін                 |
| Медісон Айсмен  | Бетані                 | Дарина Муращенко              |
| Джек Блек       | професор Шелдон Оберон | Юрій Ребрик                   |
| Морган Тернер   | Марта                  | Анастасія Жарнікова-Зіновенко |
| Карен Гіллан    | Рубі Раундгаус         | Аліна Проценко                |
| Нік Джонас      | Джефферсон             | Андрій Федінчик               |
| Колін Генкс     | Алекс                  | Юрій Кудрявець                |
| Боббі Каннавале | професор Ван Пельт     | Андрій Твердак                |
| Ріс Дербі       | Найджел Біллінгслей    | Андрій Альохін                |
| Роган Чанд      | хлопчик на базарі      | -                             |

## Створення фільму

### Знімальна група
- Кінорежисер — Джейк Кесден
- Сценаристи — Кріс МакКенна, Джефф Пінкнер, Скотт Розенберг, Ерік Соммерс
- Кінопродюсери — Тед Філд, Вільям Тейтлер, Меттью Толмач, Майк Вебер
- Виконавчий продюсер — Лорен Селіг
- Композитор — Джеймс Ньютон Говард
- Кінооператор — Юла Падос
- Кіномонтаж — Марк Гелфріч
- Підбір акторів — Ніколь Абеллера, Жанна Маккарті
- Художник-постановник — Овен Патерсон
- Артдиректори — Стів Купер, Уго Сантьяго
- Художник по костюмах — Лора Джин Шеннон[7].

## Сприйняття

### Оцінки та критика
Від кінокритиків фільм отримав змішані відгуки: Rotten Tomatoes дав оцінку 78 % на основі 156 відгуків від критиків (середня оцінка 6,1/10). Загалом на сайті фільм має схвальні оцінки, фільму зарахований «стиглий помідор» від фахівців, Metacritic — 58/100 на основі 43 відгуків критиків. Загалом на цьому ресурсі від фахівців фільм отримав змішані відгуки.
Від пересічних глядачів фільм отримав схвальні відгуки: на Rotten Tomatoes 90 % з середньою оцінкою 4,4/5 (20 044 голоси), фільму зарахований «попкорн», на Metacritic — 6,3/10 на основі 94 голосів, Internet Movie Database — 7,2/10 (17 822 голоси).

### Касові збори
Під час показу у США, що розпочався 20 грудня 2017 року, протягом першого тижня фільм показали у 3 765 кінотеатрах та він зібрав 36 400 000 $, що на той час дозволило йому зайняти 2 місце серед усіх прем'єр. Станом на 27 грудня 2017 року показ фільму триває 8 днів (1,1 тижня), зібравши у прокаті в США 104 255 967 доларів США (за іншими даними 48 758 112 $), а у решті світу 49 500 000 $, тобто загалом 153 755 967 $ (за іншими даними 98 258 112 $) при бюджеті 90 млн доларів США (за іншими даними 110 млн $).

### Виноски
1. ↑  Blanc J. AlloCiné — 1993.
2. 1 2 3 4 5 6 7 8 9 10  ČSFD — 2001.
3. 1 2  Jumanji (2017): Release Info (англ.). Internet Movie Database. Архів оригіналу за 17 грудня 2016. Процитовано 1 лютого 2017.
4. 1 2  Джуманджі. Kino-teatr.ua. Архів оригіналу за 2 лютого 2017. Процитовано 1 лютого 2017.
5. 1 2 3 4 5 6  Jumanji: Welcome to the Jungle (англійською) . Box Office Mojo. Архів оригіналу за 6 березня 2018. Процитовано 29 грудня 2017.
6. 1 2  Anthony D'Alessandro (26 грудня 2017). ‘Last Jedi’ Now At $99M, ‘Jumanji’ Huge At $72M+; ‘All The Money In The World’ Opens To $2.6M – Christmas Weekend (англійською) . Deadline.com. Архів оригіналу за 28 грудня 2017. Процитовано 29 грудня 2017.
7. ↑  Jumanji (2017): Full Cast & Crew (англ.). Internet Movie Database. Архів оригіналу за 29 грудня 2017. Процитовано 1 лютого 2017.
8. 1 2  Jumanji: Welcome to the Jungle (англійською) . Rotten Tomatoes. Архів оригіналу за 8 січня 2019. Процитовано 29 грудня 2017.
9. 1 2  Jumanji: Welcome to the Jungle (англійською) . Metacritic. Архів оригіналу за 20 грудня 2017. Процитовано 29 грудня 2017.
10. ↑  Jumanji: Welcome to the Jungle (англійською) . Internet Movie Database. Архів оригіналу за 29 грудня 2017. Процитовано 29 грудня 2017.
11. 1 2 3  Jumanji: Welcome to the Jungle (2017) (англійською) . The Numbers. Процитовано 29 грудня 2017.